# Daewoo Matiz
Daewoo Matiz este o mașină din clasa mini produsă de constructorul sud-coreean de automobile Daewoo din anul 1998. A înlocuit Daewoo Tico, care era o variantă a lui  Suzuki Alto din 1988. A fost produs și vândut sub diferite nume, în funcție de țara de comercializare. Prima generație s-a fabricat și în România, la Automobile Craiova până în anul 2008.

## Istoric
Matiz este disponibil doar în varianta hatchback cu cinci uși. Modelul inițial a fost proiectat de echipa de la Italdesign Giugiaro, și de-a lungul timpului a avut parte de patru restilizări. În anul 2006, Matiz a fost în centrul unei controverse privind drepturile intelectuale asupra sa, design-ul său fiind copiat de constructorul chinez Chery Automobile în modelul său denumit QQ.

## Prima generație
Prima generație, cunoscută sub codul intern M100, a fost lansată în 1998. Designul exterior se baza pe conceptul Lucciola creat de cei de la Italdesign Giugiaro în anul 1993, pe platforma unui Fiat Cinquecento. Motorul de 0,8 litri pe benzină cu injecție multipunct și cutia de viteze erau variante îmbunătățite ale celor de la modelul Tico. Modelul fost fabricat sub licență și în Polonia, India, Pakistan, Taiwan și Vietnam.
În anul 2000 modelul a avut prima restilizare minoră (versiunea M150). Acesta a primit din anul 2002 și un motor de un litru cu patru cilindri. Acest model se fabrică încă în Uzbekistan.
După preluarea celor de la Daewoo de către General Motors, începând din anul 2005 Matiz a trecut la marca Chevrolet în Europa.
Uzina de Automobile Craiova, al cărei acţionar majoritar este Ford Motor Company, a întrerupt producţia modelului Matiz la sfârşitul lunii mai 2008.

## A doua generație

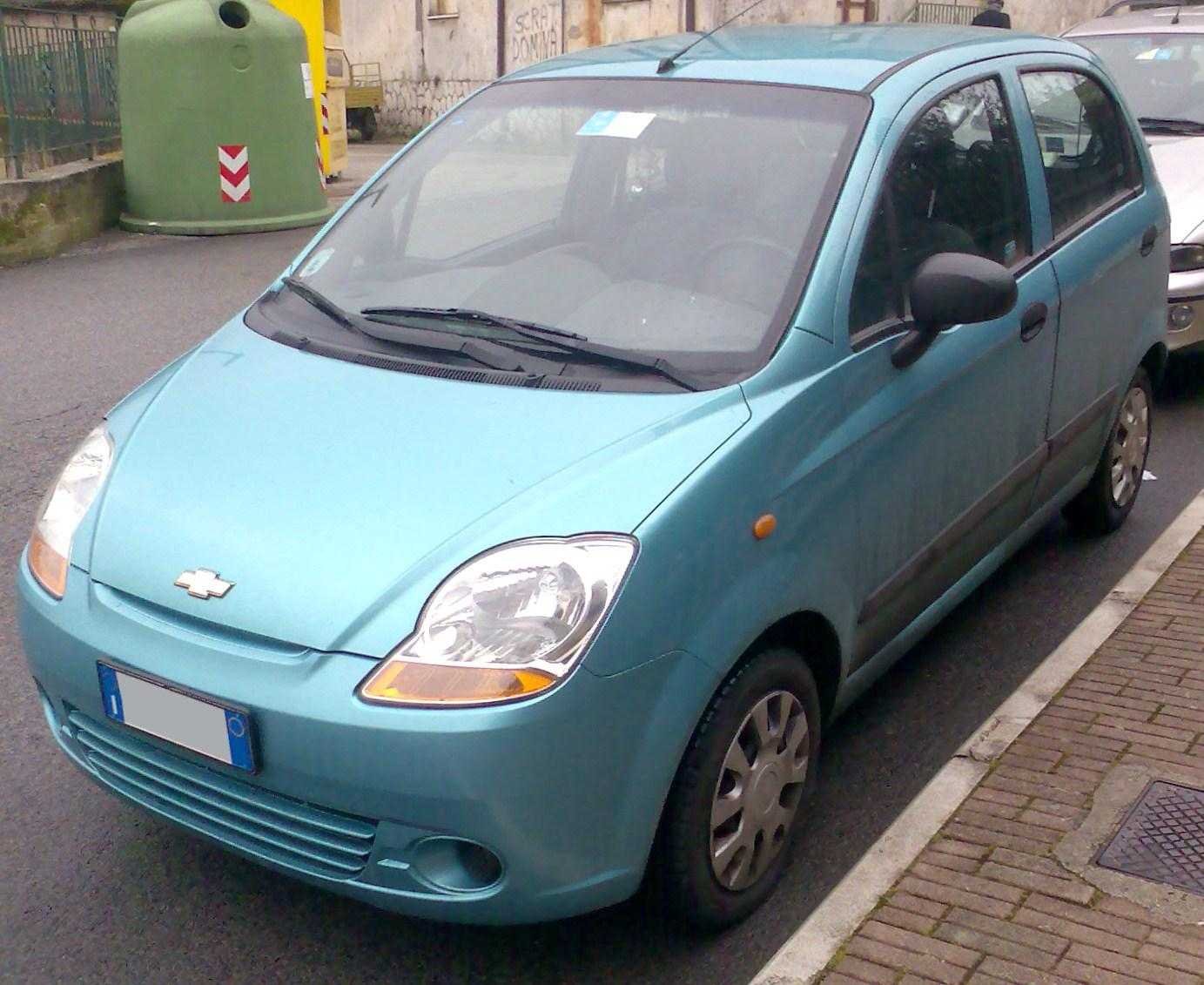
Matiz Chevrolet M200

Cea de-a doua generație a fost introdusă în 2005, ca versiunea M200, în România fiind comercializată ca Chevrolet Spark. Designul era din nou creat de cei de la Italdesign Giugiaro, motoarele au fost actualizate, coeficientul aerodinamic a fost îmbunătățit, iar interiorul a fost semnificativ modificat, principala diferență fiind amplasarea ceasurilor de bord pe consola centrală. O ușoară restilizare la partea din față a fost făcută în anul 2007. Această generație s-a fabricat și în India, Pakistan, Italia sau Vietnam.

## A treia generație
A treia generație a modelului, denumită intern M300, a fost prezentată mai întâi în 2007 la New York ca și concept cu trei uși, denumit Chevrolet Beat. Acesta a intrat în producție în anul 2009, iar din 2010 a devenit disponibil și în Europa sub numele de Chevrolet Spark. Motoarele folosite sunt de 1 și 1,2 litri, cu patru cilindri, iar din vara anului 2011, în premieră pentru Matiz, a fost introdusă și o versiune diesel a acestuia, oferită deocamdată doar în India.

### Motorizări
| Model        | Capacitate | Putere maximă  | Cuplu maxim | Număr cilindri | 0–100 km/h | Viteză maximă | Consum mediu |
| ------------ | ---------- | -------------- | ----------- | -------------- | ---------- | ------------- | ------------ |
| M100         |            |                |             |                |            |               |              |
| 0,8 SOHC 6V  | 796 cmc    | 50 CP (38 kW)  | 69 Nm       | 3 în linie     | 17,0 s     | 144 km/h      | —            |
| 1,4 TDI 12V  | 1422 cmc   | 60 CP (44 kW)  | 118 Nm      | 2 în linie     | 14,9 s     | 190 km/h      | –            |
| M150         |            |                |             |                |            |               |              |
| 0,8 SOHC 6V  | 796 cmc    | 50 CP (38 kW)  | 69 Nm       | 3 în linie     | 17,0 s     | 144 km/h      | —            |
| 1,0 SOHC 8V  | 995 cmc    | 62 CP (46 kW)  | 87 Nm       | 4 în linie     | 14,2 s     | 155 km/h      | —            |
| 1,4 TDI 12V  | 1422 cmc   | 60 CP (44 kW)  | -           | -              | 27,5 s     | -             | ‐            |
| M200 și M250 |            |                |             |                |            |               |              |
| 0,8 SOHC 6V  | 796 cmc    | 51 CP (38 kW)  | 72 Nm       | 3 în linie     | 18,2 s     | 145 km/h      | —            |
| 1,0 SOHC 8V  | 995 cmc    | 65 CP (49 kW)  | 91 Nm       | 4 în linie     | 14,1 s     | 156 km/h      | —            |
| 1,9 TDI 20V  | 1907 cmc   | 101 CP (75 kW) |             |                |            |               |              |
| M300         |            |                |             |                |            |               |              |
| benzină      |            |                |             |                |            |               |              |
| 1,0 SOHC 8V  | 995 cmc    | 67 CP (50 kW)  | 93 Nm       | 4 în linie     | 15,5 s     | 119 km/h      | —            |
| 1,2 DOHC 16V | 1206 cmc   | 82 CP (60 kW)  | 111 Nm      | 4 în linie     | 12,1 s     | 164 km/h      | —            |
| diesel       |            |                |             |                |            |               |              |
| 0,9 TCDi     | 936 cmc    | 62 CP (46 kW)  | 150 Nm      | 3 în linie     | —          | —             | —            |

### Coreea de Sud

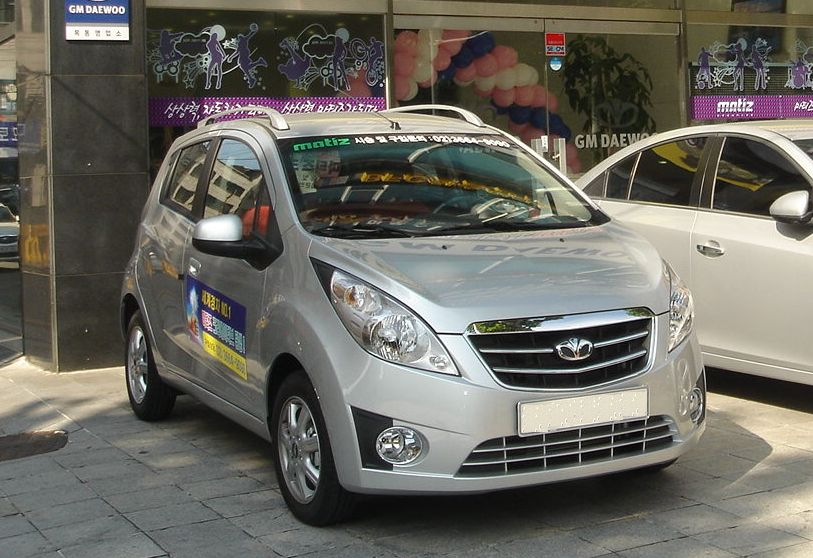
La Daewoo Matiz Creative (M300) s-a vândut numai în Coreea. Pe piețele din întreaga lume este comercializat de GM ca Chevrolet Spark

Modelul Matiz este înlocuit în 2009 de noul model Chevrolet Spark, un model complet nou produs de General Motors, care va fi vândut în întreaga lume, inclusiv în Statele Unite, o piață în care mașinile de oraș nu sunt bine văzute. Noul Spark, spre deosebire de Matiz, este construit pe noua platformă de serie GM Gamma, o arhitectură mecanică foarte flexibilă, proiectată pentru viitoarele mașini compacte ale grupului GM. Numai pe piața coreeană, General Motors a decis să păstreze numele Matiz, dar a introdus codul de identificare Creative pentru a sublinia o anumită distanță cu vechea generație M250 care a rămas în producție ca Matiz Classic.

### Uzbekistan
După dispariția totală a producătorului Daewoo în 2015, în Uzbekistan a luat naștere brandul Ravon, care a fost disponibil numai în țările membre CSI până în 2018. Unul dintre modelele produse de acesta este Ravon Matiz, care are un design identic cu modelul Daewoo produs în Uzbekistan.

## A patra generație
Chevrolet a dezvăluit oficial a patra generație a modelului Spark la Salonul Auto de la New York din 2015.

## Modele

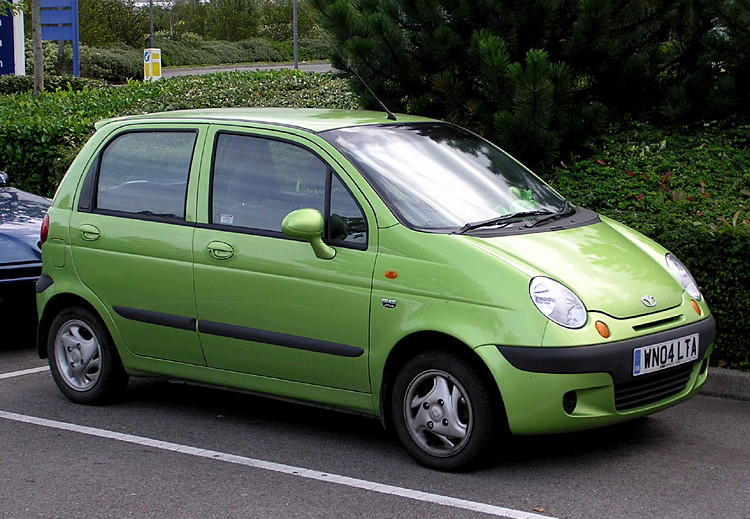
Daewoo Matiz (M150)
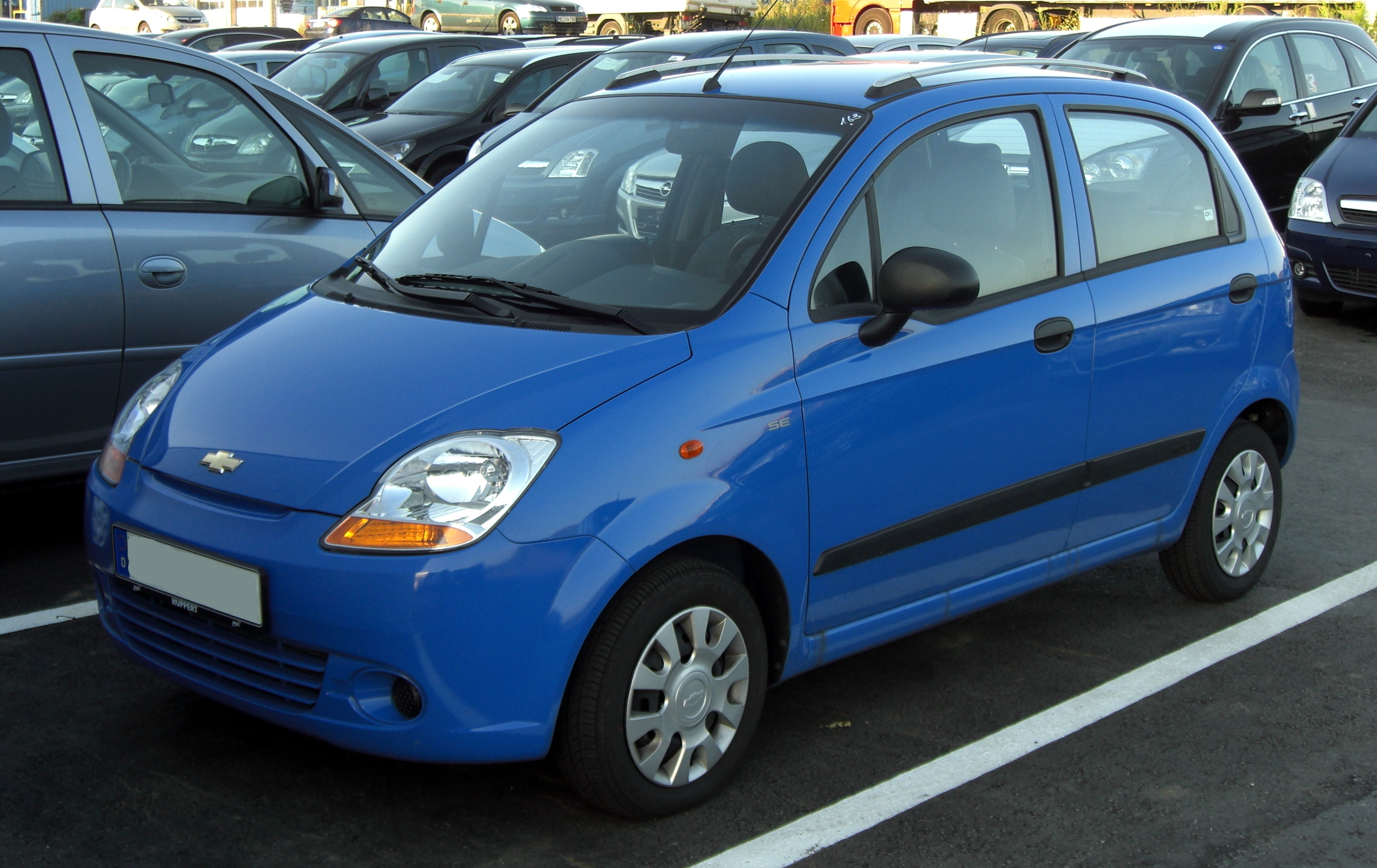
Daewoo Matiz (M200)
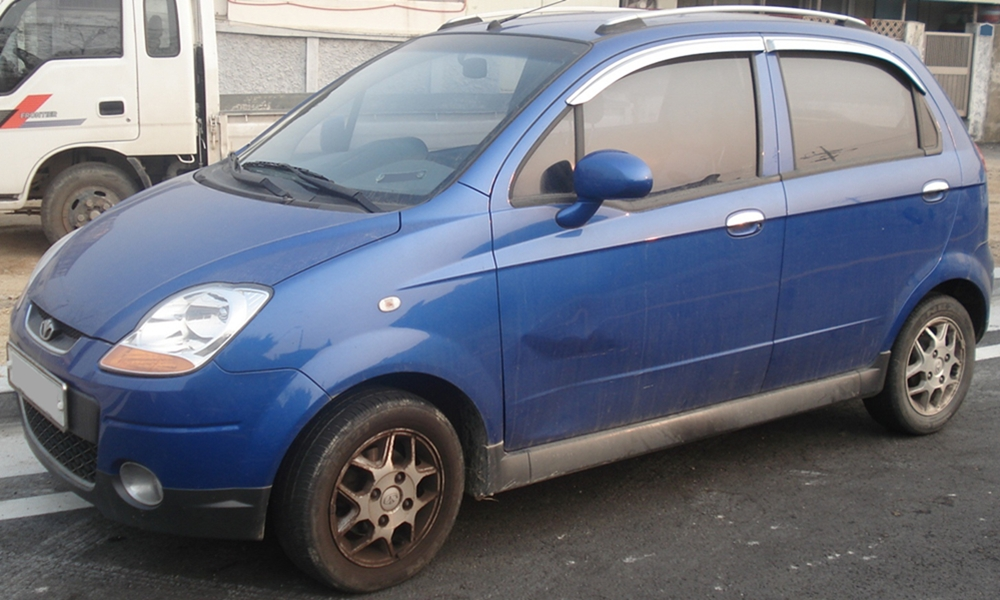
Daewoo Matiz (M250)
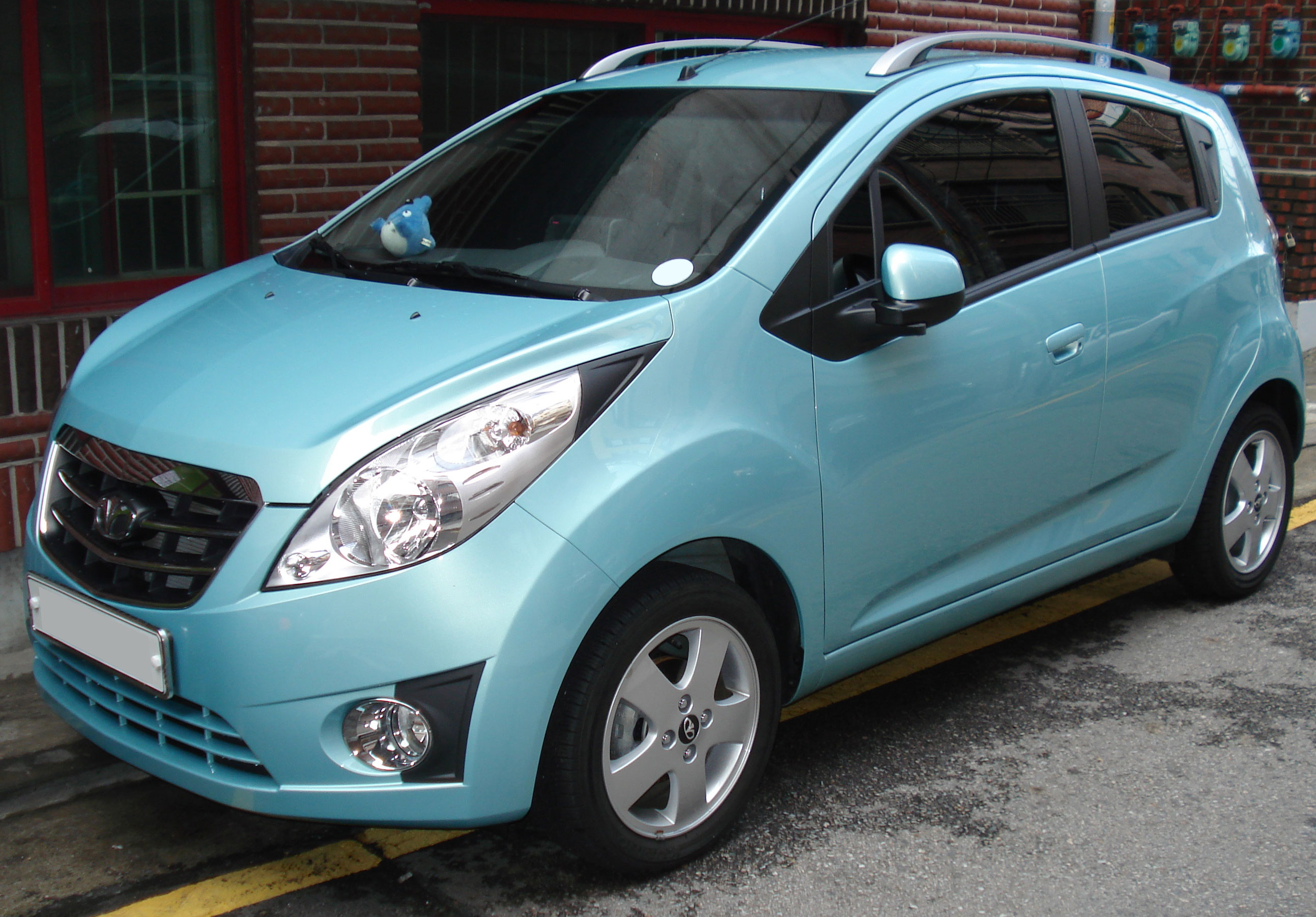
Daewoo Matiz (M300)